# Бирликское
Бирликское (каз. Бірлік) — село в районе имени Габита Мусрепова Северо-Казахстанской области Казахстана. Административный центр Бирликского сельского округа. Находится на правом берегу реки Ишим, примерно в 18 км к юго-юго-западу (SSW) от села Новоишимское, административного центра района, на высоте 180 метров над уровнем моря. Код КАТО — 596635100.

## География
Село Бирликское расположено на северо-западе Казахстана, в Северо-Казахстанской области. Оно находится на правом берегу реки Ишим, в 290 км к югу от областного центра Петропавловска и в 20 км к северу от районного центра Новоишимское. Географические координаты села приблизительно составляют 54°47’ северной широты и 68°21’ восточной долготы.
Район, в котором расположено село, характеризуется равнинным рельефом с умеренно континентальным климатом. Лето в этой местности теплое, иногда жаркое, а зима холодная и продолжительная. Среднегодовое количество осадков — примерно 350-400 мм, большинство из которых выпадает в летний период.
Основные природные ресурсы района включают плодородные черноземные почвы, благоприятные для сельского хозяйства. Реки и озера, расположенные поблизости, обеспечивают возможности для рыболовства и орошения сельскохозяйственных земель

## Образование

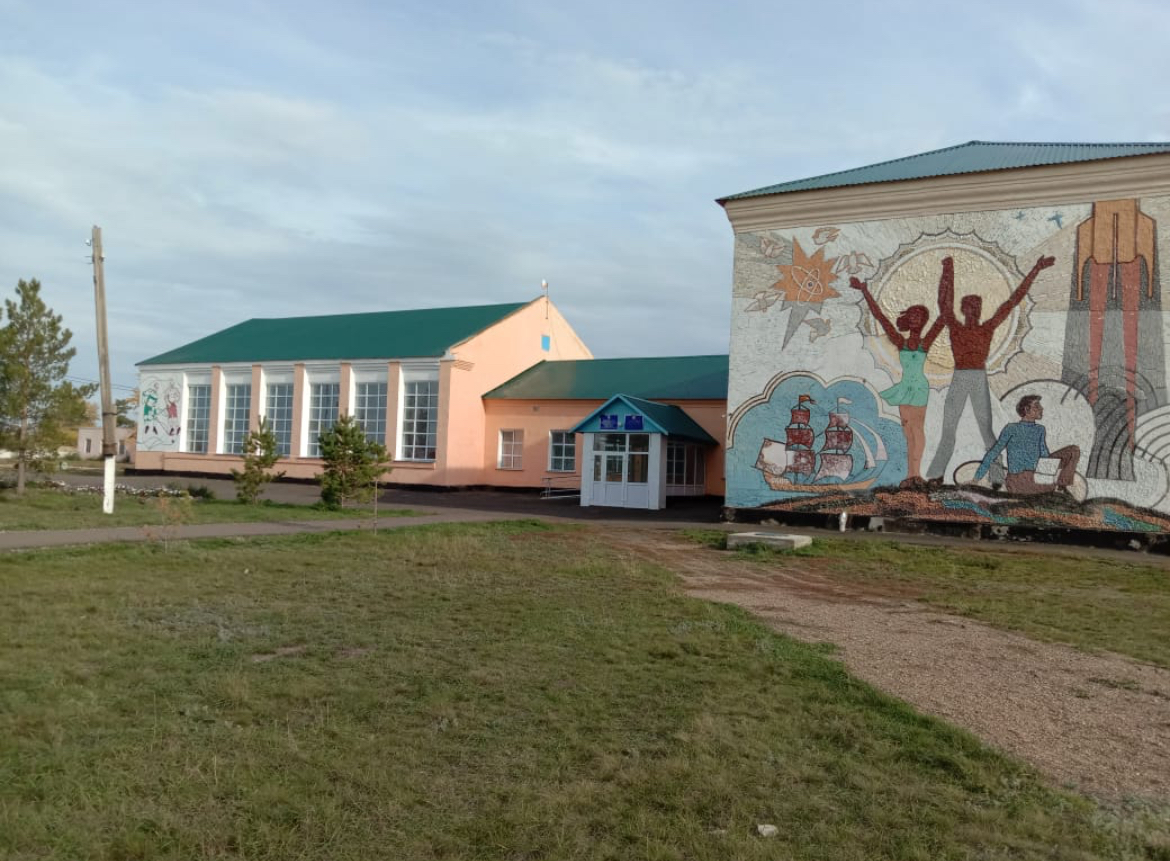
Бирликская средняя школа

Школа в селе Бирликское, расположенном в районе имени Габита Мусрепова Северо-Казахстанской области, была основана 1 сентября 1966 года. Это учебное заведение предоставляет начальное и среднее образование для детей из села и окрестных населенных пунктов, к примеру, с села Старобелка.
Школа имеет современную инфраструктуру, включающую учебные кабинеты, оснащенные необходимым оборудованием, библиотеку, спортивный зал и площадку для занятий физической культурой. В учебном процессе используются современные образовательные программы и технологии.
Квалифицированные педагоги школы стремятся обеспечить высокое качество образования и поддерживать учеников в их учебных достижениях. Помимо основных уроков, в школе организованы различные кружки и секции, позволяющие детям развивать свои таланты, искусстве и спорте.
Школа активно участвует в региональных и республиканских конкурсах и олимпиадах, демонстрируя высокие результаты и достижения своих учеников. Она является важным социальным институтом, объединяющим детей, родителей и учителей, и играет ключевую роль в жизни села, способствуя всестороннему развитию подрастающего поколения.

## История
Село Бирликское было основано в 1954 году в рамках программы освоения целинных земель в Советском союзе . В первые годы распахано 17800 гектаров земли, построены дома, хлебопекарня, столовая и магазин.
В 1955 году в селе было 56 тракторов и 855 жителей. Активно развивалась инфраструктура, были построены зернохранилище и другие объекты, необходимые для сельского хозяйства. Село участвовало в районных соревнованиях, в том числе и спортивных, заняв второе место в первых районных футбольных соревнованиях.
В 1957 году был официально организован Бирликский сельский совет. К этому времени в совхозе было уже 75 комбайнов. Жители продолжали строить новые объекты, включая бани и кладовые на полевых станах.
Село активно развивалось под руководством директора совхоза А.Г.Левандовского, который возглавлял его на протяжении 34 лет. За это время были построены Дом культуры, средняя школа и другие значимые объекты

## Население
В 1999 году численность населения села составляла 1097 человек (533 мужчины и 564 женщины). По данным переписи 2009 года, в селе проживало 915 человек (452 мужчины и 463 женщины).